# Robert Magnus von Rosen
Robert Magnus von Rosen, född den 7 januari 1762, död den 20 maj 1825 i Stockholm, var en svensk greve och hovman.

## Biografi
Robert Magnus von Rosen var son till Fredrik Ulrik von Rosen och Hedvig Sofia Stenbock.
von Rosen gick i fransk sjötjänst, deltog i nordamerikanska frihetskriget och var med på ett flytande batteri vid Gibraltars belägring 1782. Han sändes 1788 till Turkiet för förhandlingarna om subsidier under kriget mot Ryssland och återkom 1789. Han deltog därefter i fält och befordrades 1790 till överste i armén. Under förmyndarregeringen vistades han mest vid hertig Karls hov.
I mars 1809 sändes han jämte Magnus Björnstjerna till Napoleon för att söka intressera denne för svenska fredsverket och tronföljden. De träffade kejsaren på bayerska krigsskådeplatsen, men uträttade föga, vilket inte hindrade regeringen att efter von Rosens återkomst i maj utsprida överdrivna rykten om Napoleons välvilja.
Efter återkomsten utnämndes von Rosen till generalmajor och var en av dem, som 1810 sändes till Paris för att till marskalk Bernadotte och Napoleon meddela underrättelsen om den förres val till Sveriges kronprins.
von Rosen deltog sedermera i 1813–1814 års krig och befordrades 1815 till överhovjägmästare. I drottning Hedvig Elisabet Charlottas salong var han högt uppburen för sin kvickhet, varpå många exempel är bevarade.